# Alliste
Alliste – miejscowość i gmina we Włoszech, w regionie Apulia, w prowincji Lecce.
Według danych na rok 2004 gminę zamieszkiwały 6054 osoby, 263,2 os./km².